# Życie za życie. Maksymilian Kolbe
Życie za życie: Maksymilian Kolbe (niem. Leben für Leben: Maximilian Kolbe) – dramat biograficzny w reżyserii Krzysztofa Zanussiego z 1991 roku.

## Obsada
- Christoph Waltz – Jan Tytz (głos: Adam Ferency)
- Edward Żentara – Maksymilian Maria Kolbe
- Wit Dziki – Rajmund Kolbe w dzieciństwie
- Jan Peszek – ojciec gwardian z Niepokalanowa
- Artur Barciś – brat Anzelm, zakonnik w Niepokalanowie
- Jan Pyjor – brat Filemon w klasztorze w Niepokalanowie
- Gustaw Lutkiewicz – Konior, stolarz w Niepokalanowie
- Jan Mayzel – aresztowany zakonnik w Niepokalanowie
- Andrzej Niemirski – Niemiec aresztujący zakonników w Niepokalanowie
- Zofia Merle – Zofia Konior, żona stolarza
- Agnieszka Krukówna – Maria Konior, córka stolarza
- Eugeniusz Priwieziencew – czeladnik stolarza Koniora
- Marcus Vogelbacher – Karl Fritzsch, Schutzhaftlagerführer w obozie koncentracyjnym Auschwitz-Birkenau
- Peter Drescher – Palitsch
- Piotr Kozłowski – Franciszek Gajowniczek
- Andrzej Pieczyński – Marian, były więzień Auschwitz
- Krzysztof Zaleski – dziennikarz Wiesław Olszański, były więzień Auschwitz
- Grażyna Strachota – Olszańska
- Włodzimierz Musiał – dróżnik w okolicach Oświęcimia
- Franciszek Pieczka – Banasik, były sąsiad Jana
- Elżbieta Karkoszka – Banasikowa
- Aleksandra Konieczna – Zofia Banasikówna
- Daria Trafankowska – Marianna Kolbe, matka Rajmunda Kolbego
- Andrzej Mastalerz – Piotrek, więzień Auschwitz
- Marian Dziędziel – więzień tłumaczący w Auschwitz
- Andrzej Szenajch – lekarz rosyjski w wyzwolonym Auschwitz
- Jerzy Stuhr – włoski prałat w Watykanie
- Krzysztof Kowalewski – redaktor naczelny
- Jan Pietrzak – Marek Tytz, brat Jana
- Ewa Wiśniewska – Klara, żona Marka
- Henryk Bista – gospodarz
- Asja Łamtiugina – gospodyni
- Jerzy Przybylski – ojciec gwardian w klasztorze w Alwerni
- Tadeusz Bradecki – zakonnik w klasztorze w Alwerni
- Ryszard Kotys – złodziej węgla
- Zbigniew Moskal – złodziej węgla
- Jerzy Słonka – złodziej węgla
- Tomasz Sapryk – złodziej węgla
- Andrzej Szczepkowski – mecenas Górecki, więzień zwolniony z Auschwitz
- Aleksandra Koncewicz – żona mecenasa Góreckiego
- Krzysztof Luft – książę Jan Drucki-Lubecki, właściciel Niepokalanowa
- Mieczysław Hryniewicz – furtian

## Fabuła
Obóz w Auschwitz, rok 1941. Jeden z więźniów – Jan – dokonuje brawurowej choć dość przypadkowej ucieczki. W związku z jego ucieczką, dowódca obozu skazuje 10 więźniów na śmierć w komorze głodowej. franciszkanin Maksymilian Maria Kolbe decyduje się oddać swoje życie za innego więźnia. Pod koniec wojny i przez długie lata po niej, Jan oraz franciszkanin Anzelm z Niepokalanowa, pragną poznać motywy postępowania Kolbego, obaj mężczyźni kierują się jednak różnymi względami.